# دوغلاس إراسموس
دوغلاس إراسموس (بالإنجليزية: Douglas Erasmus) (مواليد 4 أبريل 1990) هو سبّاح جنوب أفريقي، مثّل بلاده في الألعاب الأولمبية الصيفية 2016.

## روابط خارجية
دوغلاس إراسموس على موقع الاتحاد الدولي للسباحة (الإنجليزية)
- دوغلاس إراسموس على موقع SwimRankings.net (الإنجليزية)
- دوغلاس إراسموس على موقع اللجنة الأولمبية الدولية (الإنجليزية)
- دوغلاس إراسموس على موقع أوليمبيديا (الإنجليزية)